# バンフ国立公園

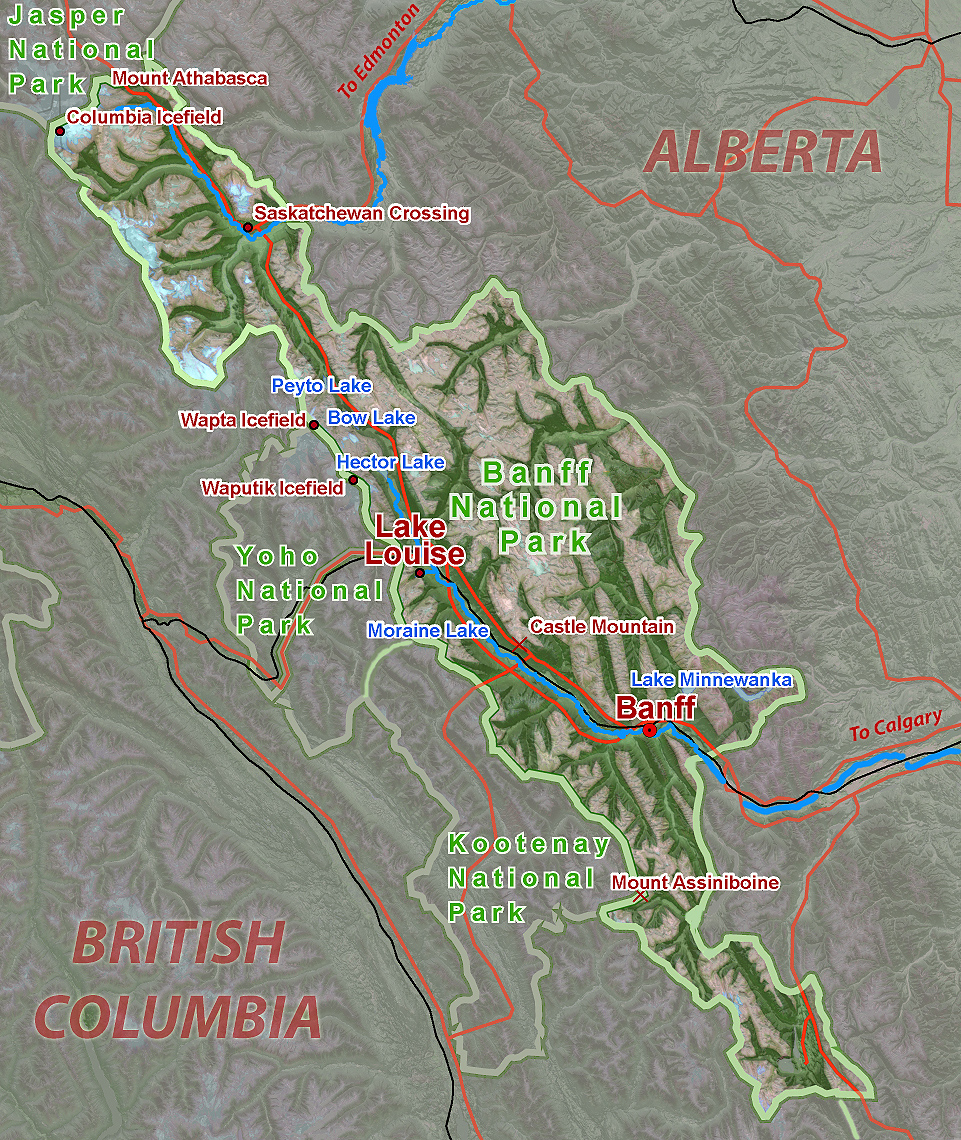
地図

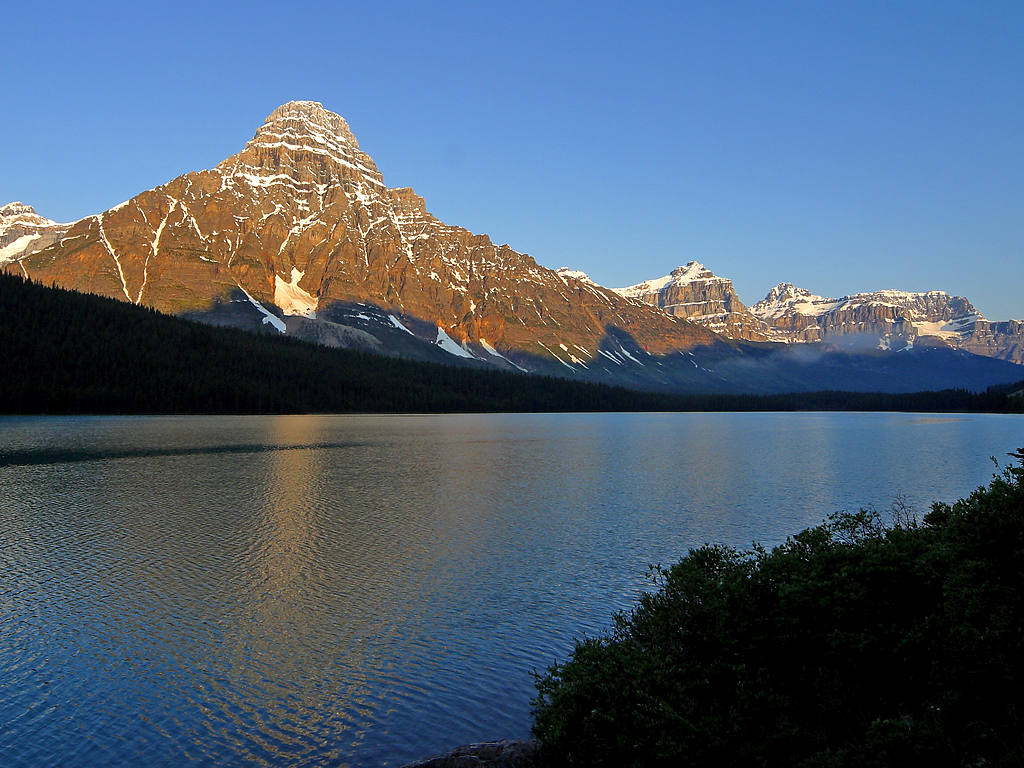
バンフ国立公園

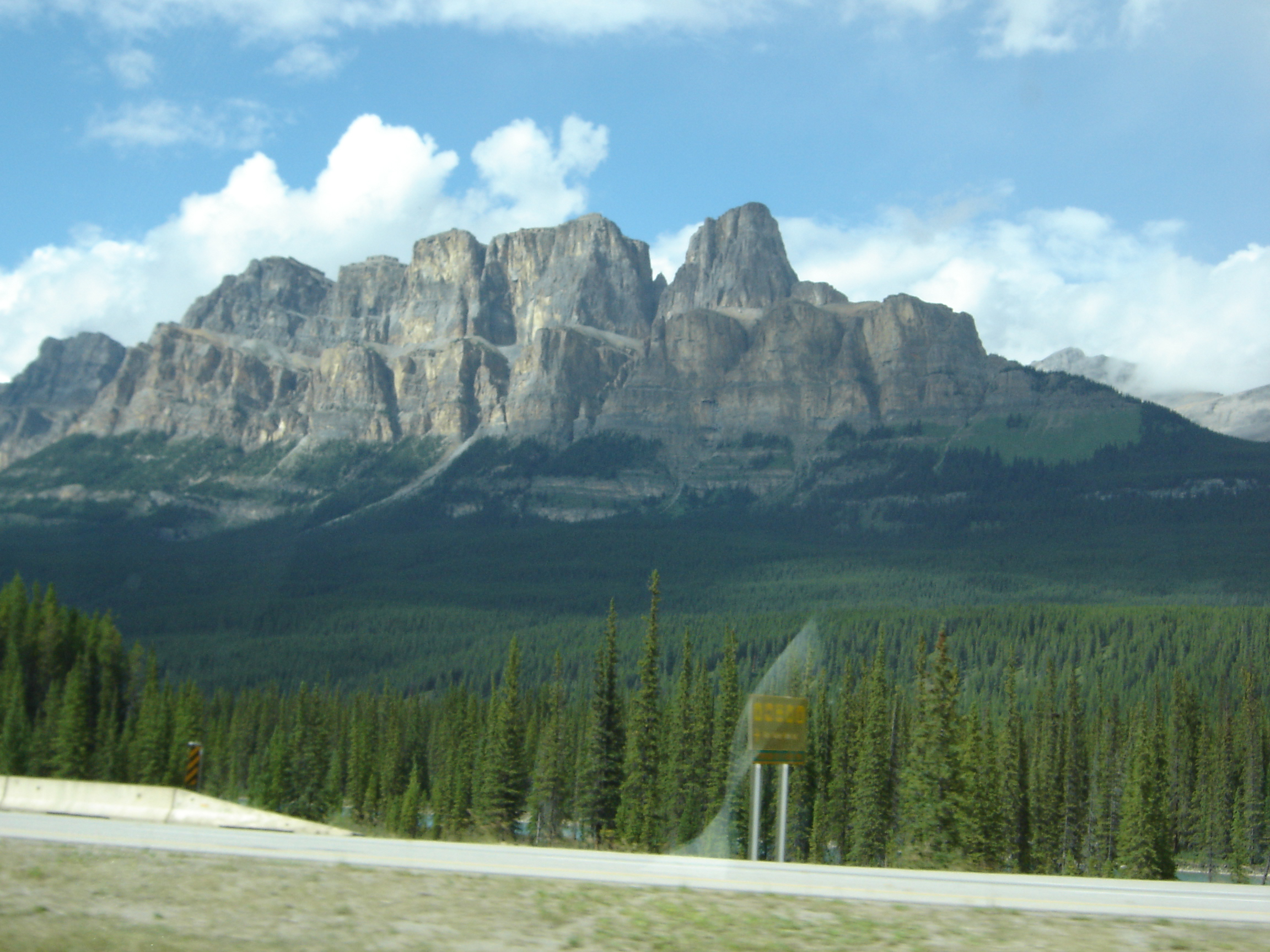
キャッスルマウンテン

バンフ国立公園（バンフこくりつこうえん、英語：Banff National Park）とは、カナダのアルバータ州に存在する、カナダで最初に設立された国立公園である。近隣の国立公園と共に世界遺産に登録されている。

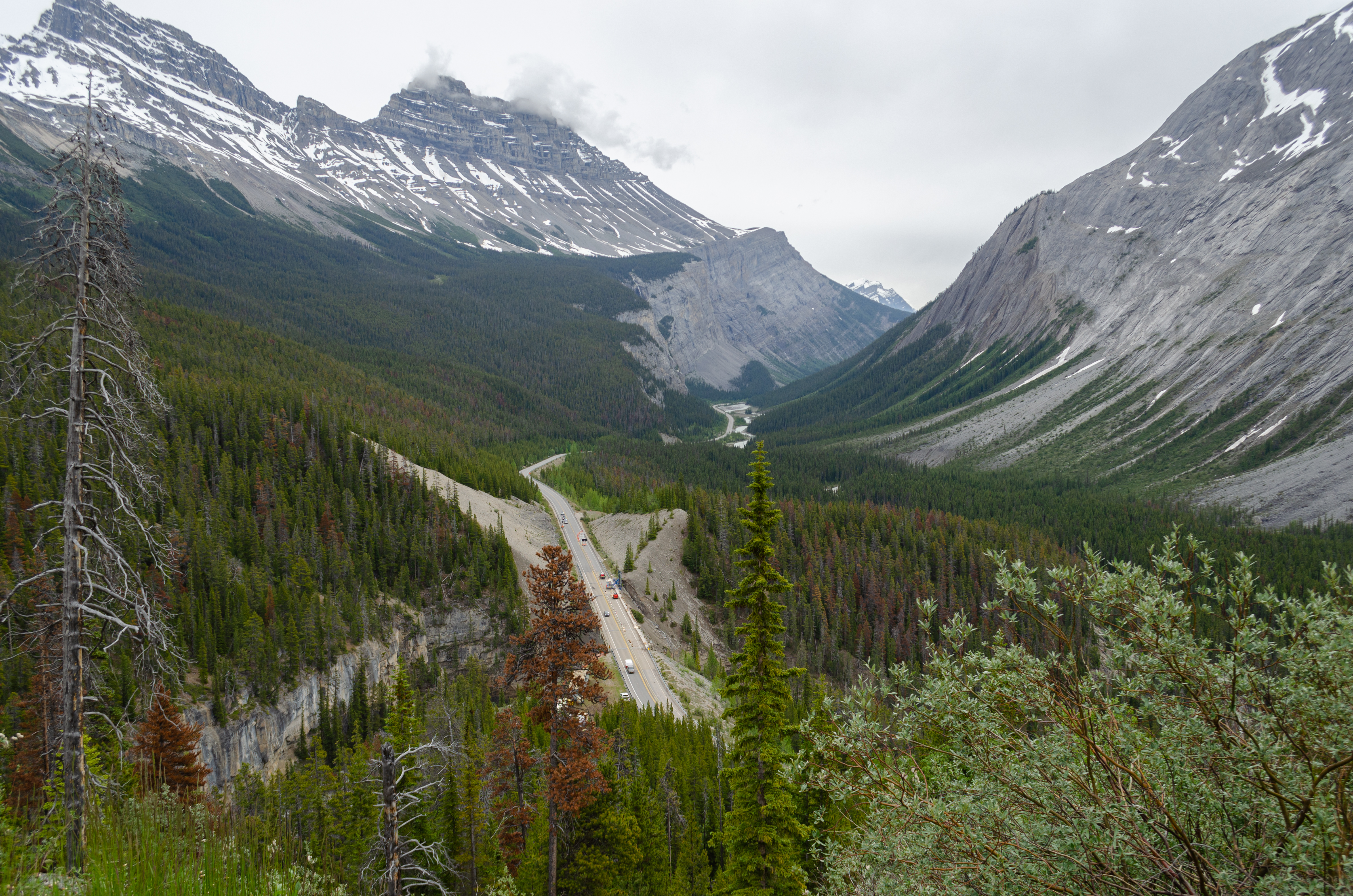
Park Ridge展望台からの眺望

## 概要
バンフ国立公園は、カナダのアルバータ州の西部、ブリティッシュコロンビア州との州境に近い場所、カルガリーの西方のカナディアン・ロッキーに存在し、バンフの町を含んでいる。公園の面積は6641km2に及び

、園内を通る道路の総延長は1600kmを越えている。ここでは、温泉・景色・キャンプ・登山・山歩き・ゴルフ・乗馬・スキーなどが楽しめる他、バンフ・スプリングス・ホテルなどに宿泊することも可能である。公園内の景色の美しい地点としては、ミネワンカ湖、ランドル山、バーミリオン湖、テン・ピークス渓谷にあるモレーン湖（ターコイズブルーの湖水で有名）、ボウ湖、ペイトー湖などが有名であり、この他にも見所は存在する。しかし、公園へ立ち寄るのには入園許可証が必要であり

、特に夏季の数カ月の間は、許可証のチェックがしばしば行われる。チェックが行われている場所としては、例えば、アイスフィールド高速道路の入口や、レイク・ルイーズの町などが挙げられる。また、国立公園の特別保護地域であるため、上空に航空機を飛ばすことは禁止されている。バンフ郊外に国立公園の管理する飛行場があるが、使用は非常時に限られており、航空機を用いた遊覧飛行などは不可能である。

## 歴史・名称の由来
バンフ国立公園は、カナダで初めて制定された国立公園である。1887年6月23日に「ロッキー山脈の公園に関する法」によって設立された。そして、これがカナダで最初に設立された国立公園である。この公園の「バンフ」という名称は、カナダ太平洋鉄道の駅の名前に先につけられ、それがバンフの町の名前になり、この名称を公園名にも冠したものである。ただ、バンフの元々の由来は、スコットランドのバンフシャーという地域にあると考えられている。なお近年、バンフ国立公園は近隣の国立公園と共に世界遺産に登録されている。
アメリカバイソンはこの地域からは1870年代または1880年代に絶滅したが、2017年に再導入のためにエルク・アイランド国立公園からヘイゲンバイソンが導入され、2018年に実際に野生化に放たれた。

## 道路の問題
バンフ国立公園内にはエルクを始めとして様々な動物が生息しているが、この公園内をトランスカナダハイウェイが通っているため、野生生物が自動車にひき殺されることも多く問題になった。このため、現在では高速道路の周りを柵で囲み、動物用の地下道や立体交差（アニマル・オーバー・パス）を作ることで、動物が道路に入らないように対策が取られ始めている。

## 国定史跡
国立公園内にカナダ国定史跡が6つある。
Abbot Pass Refuge Cabin
レフロイ山(Mt. Lefroy; 3,423 m)とビクトリア山(Mt. Victoria; 3,464 m)への登山客を収容するために1922年に建造された石積みの山小屋。ブリティッシュコロンビア州のヨーホー国立公園との境界近く、標高2,925 mに位置している。1992年指定。
Banff Park Museum
国立公園に関する資料を収蔵するために1903年に建造されたログハウス。バンフ市街のボウ川沿いに位置しており、現在も博物館として公開されている。1985年指定。
ケイヴ・アンド・ベイスン（Cave and Basin）
カナダの国立公園制度の起源となった温泉。記録は1859年に遡るが、1883年にカナダ太平洋鉄道の作業員3名が見出し温泉施設を経営しようとしたことから占有権争いになり、1885年連邦政府が周囲を保護地とする裁定を下したことが後の国立公園制度へとつながった。1981年指定。
Howse Pass
1807年にDavid Thompsonが探索した交易路。1978年指定。
Skoki Ski Lodge
1930年から建造されたカナダ初の営業用スキーロッジ。1992年指定。
Sulphur Mountain Cosmic Ray Station
国際地球観測年の一環で1957年に建造された宇宙線観測所。標高2,283 mに位置しており、当時カナダの設置した宇宙線観測所の中で最も標高が高い。1978年に運用を終え、施設は1981年に撤去されており、残っているのは観測所の基礎のみである。近くに1903年建造の気象観測所が残っている。1982年指定。